# 宮原浩暢
宮原 浩暢（みやはら ひろのぶ）クラシッククロスオーバーをコンセプトにしてヴォーカルグループ LE VELVETSのメンバー。バリトン担当。

## 来歴
静岡県静岡市葵区出身。東京藝術大学声学科卒業、同大学大学院修士課程修了。
小学6年の時に50メートル背泳ぎで県大会優勝。
同年、辰巳オリンピックプールで行われたジュニアオリンピックに出場。
中学3年で初めてオーケストラをバックにフォーレのレクイエムのバスソロを歌う。
担任の音楽教師の薦めで、清水南高校芸術科へ進学し本格的に声楽を学ぶ。
その後1年の浪人を経て、東京藝術大学に進学。在学中は学内外問わず様々なイベントに出演。
大学院終了後、フリーでの活動中に友人の紹介で現在のLE VELVETSのオーディションを受け、今に至る。
2008年 LE VELVETSの最年長としてメジャーデビュー。
大学院在籍中に行ったイタリアのホームステイを機にワインにハマり、2013年にワインエキスパート（日本ソムリエ協会）の資格取得。コーヒー好きとしても有名。

## 出演作品(ミュージカル・舞台）

### 2016年
- ミュージカル「グランドホテル」フェリックス・フォン・ガイゲル男爵（赤坂ACTシアターほか）
- 安寿ミラ ダンスアクト「Female vol.13」ゲスト出演

### 2017年
- クレモンティーヌ デビュー30周年記念ライブにゲスト出演

### 2018年
- 舞台「ピアフ」シャルル・アズ役（シアタークリエほか）

### 2019年
- ミュージカル「笑う男 The Eternal Love-永遠の愛-」（日生劇場ほか）
- ミュージカル「LITTLE WOMEN~若草物語~」（シアタークリエほか）

### 2020年
ミュージカル「悪魔の毒毒モンスター」（よみうり大手町ホールほか）

### 2021年
- ミュージカル「MERRILY WE ROLL ALONG」（新国立劇場ほか）
- 「ジーザス・クライスト＝スーパースターinコンサート[1]」※コロナにより一部公演中止 （東急シアターオーブほか）
- リーディング・コンサート「ベートーヴェンからの手紙」[2]（彩の国さいたま芸術劇場）

### 2022年
- ミュージカル「アラバスター」（6月25日 - 7月3日、東京芸術劇場 プレイハウス / 7月10日、梅田芸術劇場）- 主演・アラバスター 役[3]
- ミュージカル「盗まれた雷撃 パーシー・ジャクソンミュージカル」(9月21日 - 10月10日　有楽町よみうりホールほか）
- 舞台「THE PARTY in PARCO劇場～VARIETY SHOW & MY FAVORITE SONGS～」(11月5日 - 11月20日　PARCO劇場)

### 2023年
- ミュージカル「This is us!! ～ミュージカル 『 DEVIL 』 スペシャルコンサート～」（7月1日、2日）

### 2024年
- ミュージカル「HOPE」THE UNREAD BOOK AND LIFE（3月16日、17日 ところざわサクラタウン ジャパンパビリオンホールA/3月20日 - 24日梅田芸術劇場シアタードラマシティ/3月27日 - 31日 I'M A SHOW）
- 音楽劇「海の上のピアニスト」（5月5日(日)～7日(火)浜離宮朝日ホール）
- Jewels Story ～プッチーニの奏でた世界(7月13日～14日渋谷区文化総合センター大和田さくらホール）
- トンデモ?ピーター・パン!〜Peter Pan Goes Wrong〜（9月28日〜10月14日 梅田芸術劇場シアター・ドラマシティ、アイプラザ豊橋、東京国際フォーラムホールC）[4][5]
- 和楽 朗読劇「風の又三郎――和太鼓･三味線･筝と語り･歌でつづる 宮沢賢治の世界――」（10月25日(金)～27(日)＠あうるすぽっと）

### 2025年
- リーディング音楽劇「ジャングル大帝」ルネ&ルッキオ編（1月10日〜31日、梅田芸術劇場 シアター・ドラマシティほか）[6]
- リーディング・オペラ《op.2》「蝶々夫人」（3月4日〜23日、イタリア文化会館ほか）[7]
- バロック音楽劇「ヴィヴァルディー四季－ドラマコンサート」(5月8日～11日 新国立劇場 小劇場)
- 「Jewels Story ～ラフマニノフの響夢～」(4月29日(火・祝) 日本橋三井ホール)
- 「songs for a new world」(7月22日(火)～24日(木)、浅草九劇※宮原浩暢の出演は7月22日(火)19:00のみ )

## LE VELVETS（ルヴェルヴェッツ）活動
最新アルバム『PRAYLIST』2020年10月21日発売　イープラスミュージック